# Zustimmungsbedürftiges Gesetz
Zustimmungsbedürftige Gesetze (auch Zustimmungsgesetze) sind in Deutschland solche Bundesgesetze, die nach dem Gesetzesbeschluss durch den Deutschen Bundestag auch der Zustimmung des Bundesrats bedürfen. Diese Gesetze kommen nur mit einer Mehrheit der Stimmen im Bundesrat (zurzeit 35 Stimmen) zustande.
Demgegenüber benötigt ein Einspruchsgesetz nicht der Zustimmung des Bundesrats. Dieser kann nur mit derselben Stimmenmehrheit den Vermittlungsausschuss einberufen und nach dem Vermittlungsverfahren Einspruch gegen das Gesetz einlegen, der aber mit der Mehrheit im Deutschen Bundestag zurückgewiesen werden kann.
Welche Gesetze der Zustimmung des Bundesrates bedürfen, regelt das Grundgesetz abschließend. Die Regelungen sind (ohne Übergangsrecht, praktisch oder politisch relevante hervorgehoben):

## I. Grundrechte
- Art. 16a Abs. 3 (Festlegung sicherer Herkunftsstaaten im Sinne des Asylrechts)

## II. Bund und Länder
- Art. 23 Abs. 1 Satz 2 (Übertragung von Hoheitsrechten auf supranationale europäische Einrichtungen)
- Art. 23 Abs. 7 (Verfahrensregeln für die Mitwirkung der Länder im Bereich der Europäischen Union)
- Art. 29 Abs. 7 (Änderungen des Gebietsbestandes der Länder)

## VII. Die Gesetzgebung des Bundes
- Art. 72 Abs. 3 Satz 2 (Abweichungskompetenz der Länder bezüglich des Zeitpunktes der Verkündung)
- Art. 73 Abs. 2 (Gesetze über die Abwehr von Gefahren des internationalen Terrorismus)
- Art. 74 Abs. 2 (Gesetze über die Staatshaftung und den Status der Beamten und Richter der Länder, Gemeinden usw.)
- Art. 77 Abs. 2 S. 2 (Gemeinsame Geschäftsordnung des Bundestages und des Bundesrates für den Ausschuss nach Artikel 77 des Grundgesetzes (Vermittlungsausschuss))
- Art. 79 Abs. 2 (Änderungen des Grundgesetzes, 2/3-Mehrheit)
- Art. 80 Abs. 2 (Erlass von bestimmten Rechtsverordnungen)
- Art. 81 Abs. 1 (Gesetzgebungsnotstand)

## VIII. Die Ausführung der Bundesgesetze und die Bundesverwaltung
- Art. 84 Abs. 1 (Einrichtung der Behörden und das Verwaltungsverfahren bei der Ausführung von Bundesgesetzen)
- Art. 84 Abs. 5 (Ermächtigung der Bundesregierung zur Erteilung von Einzelweisungen bei der Ausführung von Bundesgesetzen)
- Art. 85 Abs. 1 Satz 1 (Einrichtung der Behörden bei der Auftragsverwaltung)
- Art. 87 Abs. 3 Satz 2 (Mittel- und Unterbehörden des Bundes mit regional begrenzter Zuständigkeit)
- Art. 87b Abs. 1 (Festlegungen von Kompetenzen der Bundeswehrverwaltung in bestimmten Fällen)
- Art. 87c (Einführung einer atomrechtlichen Bundesauftragsverwaltung)
- Art. 87d Abs. 2 (Einführung einer luftverkehrsrechtlichen Bundesauftragsverwaltung)
- Art. 87e Abs. 5 (eisenbahnrechtliche Grundsatzregelungen)
- Art. 87f Abs. 1 (Post- und Fernmeldewesen)
- Art. 91a Abs. 2 (Ausgestaltung der Gemeinschaftsaufgaben)

## IX. Die Rechtsprechung
- Art. 96 Abs. 5 (Organleihe im Rahmen der Strafgerichtsbarkeit des Bundes)

## X. Das Finanzwesen
- Art. 104a Abs. 4 (Gesetze, die Ansprüche auf Geld- oder geldwerte Leistungen zu Lasten der Länder begründen)
- Art. 104a Abs. 5, 6 (Haftungsregelungen im Verhältnis zwischen Bund und Ländern)
- Art. 104b Abs. 2 (Investitionshilfen des Bundes für die Länder)
- Art. 105 Abs. 3 (Gesetze über Steuern, deren Aufkommen den Ländern oder Gemeinden ganz oder zum Teil zufließt)
- Art. 106 Abs. 3, 4, 5a (Verteilung des Umsatzsteueraufkommens)
- Art. 106 Abs. 5 (Beteiligung der Gemeinden am Einkommensteueraufkommen)
- Art. 106 Abs. 6 (Verteilung des Gewerbesteueraufkommens)
- Art. 106a Satz 2 (Zweckgebundene Beteiligung der Länder am Steueraufkommen des Bundes – öffentlicher Personennahverkehr)
- Art. 106b Satz 2 (Beteiligung der Länder am Steueraufkommens des Bundes an der Kraftfahrzeugsteuer)
- Art. 107 Absatz 1 Satz 2, 4 (Beteiligung der Länder am Steueraufkommen an der Körperschaft- und Lohnsteuer sowie Art und Umfang der Zerlegung des örtlichen Aufkommens)
- Art. 108 Abs. 2, 4, 5 (Regelungen über Landesfinanzbehörden und Zusammenwirken mit Bundesfinanzbehörden)
- Art. 109 Abs. 3, 4 (Haushaltsgrundsätze)
- Art. 109 Abs. 5 (Haftungsregelungen im Verhältnis zwischen Bund und Ländern, vgl. auch Art. 104a Abs. 5, 6)
- Art. 109a Satz 1 (Vermeidung von Haushaltsnotlagen)

## X a. Verteidigungsfall
- Art. 115c Abs. 1 Satz 2, Abs. 3 (Erweiterung der Gesetzgebungskompetenz des Bundes im Verteidigungsfall)
- Art. 115k Abs. 3 Satz 2 (Rang und Geltungsdauer von Notstandsbestimmungen im Verteidigungsfall)
- Art. 115l Abs. 1 Satz 1, Abs. 2 Satz 1 (Aufhebung außerordentlicher Maßnahmen – Friedensschluss)

## XI. Übergangs- und Schlussbestimmungen
- Art. 120a Abs. 1 Satz 1 (Lastenausgleich)
- Art. 134 Abs. 4 (Überleitung des Reichsvermögens)
- Art. 135 Abs. 5 (Vermögensregelung bei Wechsel der Landeszugehörigkeit)
- Art. 135a i. V. m. Artikel 134 Abs. 4 oder i. V. m. Artikel 135 Abs. 5 (Alte Verbindlichkeiten)
- Art. 143a Abs. 3 Satz 3 (Ausschließliche Gesetzgebung bei Bundeseisenbahnen)
- Art. 143b Abs. 2 Satz 2 (Umwandlung der Deutschen Bundespost)
- Art. 143c Abs. 4 (Kompensationsbeträge für den Wegfall der Gemeinschaftsaufgaben)
- Art. 143d Abs. 2 Satz 3, 5; Abs. 3 Satz 2 (Übergangsvorschriften im Rahmen der Konsolidierungshilfen)

## Regelungssystematik des Grundgesetzes
Die starke Stellung des Bundesrats im parlamentarischen System des Bundes ist seit Gründung der Bundesrepublik ein zentrales Gestaltungsmerkmal ihrer föderalen Ordnung, wobei sie als Ausgleich für die weitgehende Übertragung von Gesetzgebungskompetenzen an den Bund begriffen wird.
Diese Ausgestaltung kam jedoch seit etwa den 1990er-Jahren, in denen sich häufiger in Bundestag und Bundesrat Mehrheiten gegenläufiger politischer Richtungen gegenüberstanden, in politischen Auseinandersetzungen vermehrt unter Kritik (Stichwort „Blockadepolitik“). Im Rahmen der Föderalismusreform 2006 war demgemäß unter anderem das Ziel verfolgt worden, die Zustimmungsbedürftigkeit von Gesetzen einzuschränken. Mittel hierfür war die Änderung des Art. 84 Abs. 1 GG. Nach der ursprünglichen Fassung dieser Bestimmung war jedes Bundesgesetz, das die Zuständigkeit von Landesbehörden oder das Verwaltungsverfahren vor diesen regelte, ein Zustimmungsgesetz. Da nach dem Grundsatz des Art. 83 GG Bundesgesetze in der Regel von den Ländern ausgeführt werden, betraf diese Bestimmung eine große Zahl von Bundesgesetzen. Die Zustimmungsbedürftigkeit konnte nur durch einen vollständigen Verzicht auf entsprechende Zuständigkeits- und Verfahrensvorschriften vermieden werden (nach der vom Bundesverfassungsgericht aufgestellten sogenannten Einheitstheorie ist das ganze Gesetz zustimmungsbedürftig, auch wenn nur ein geringer Teil die Zustimmungsbedürftigkeit auslöst).
Nach der Änderung von Art. 84 GG kann nunmehr der Bund durch ein bloßes Einspruchsgesetz entsprechende Regelungen treffen. Die Länder haben demgegenüber das Recht, von diesen Vorschriften abweichende Regelungen zu treffen. Die Bundesregelung lässt sich insoweit als Auffangregelung begreifen. Soll sie hingegen bindend sein, ist dies wiederum nur durch ein Zustimmungsgesetz möglich.
Die tatsächliche Auswirkung dieser Neuregelung war in den Prognosen umstritten, die Wissenschaftlichen Dienste des Deutschen Bundestages gingen von einer deutlichen Reduzierung aus. Im Zeitraum von 2006 bis 2017 lag der Anteil der zustimmungsbedürftigen Gesetze bei 38 %, was gegenüber mehr als 50 % vor der Föderalismusreform eine deutliche Abnahme darstellt.